# John Ogdon
John Ogdon, né le 27 janvier 1937 à Mansfield Woodhouse, dans le comté de Nottinghamshire, et mort le 1er août 1989  à Londres, est un pianiste et compositeur britannique.

## Biographie

### Carrière
John Ogdon effectue sa scolarité à la Grammar School de Manchester, puis s’inscrit au Royal Manchester College of Music (aujourd'hui, Royal Northern College of Music) de 1953 à 1957, où ses condisciples, sous la direction de Richard Hall, sont Harrison Birtwistle, Alexander Goehr, Elgar Howarth et Peter Maxwell Davies. Ils forment l’ensemble New Music Manchester, un groupe spécialisé dans l’interprétation de la musique sérielle et d’autres œuvres contemporaines. Il a pour tuteur Claud Biggs. Enfant, il a eu pour maître Iso Elinson, et après avoir quitté le collège, il étudie avec Gordon Green, Denis Matthews, Dame Myra Hess, et Egon Petri (à Bâle en Suisse pour ce dernier),
Il remporte le premier prix de la London Liszt Competition en 1961 et affirme sa réputation internationale grandissante en gagnant un autre premier prix, celui du Concours international Tchaïkovski à Moscou en 1962, ex æquo avec Vladimir Ashkenazy.
John Ogdon se révèle capable de jouer directement la plupart des morceaux en première lecture et a un vaste répertoire de pièces qu’il jouait par cœur. Il se plaît à déployer toute la variété de son talent, par exemple en décidant d’enregistrer une intégrale des pièces pour piano de Rachmaninov (ce qui représente environ 6 CD). Il ne réalise finalement pas ce travail en entier, mais environ la moitié du projet est sortie en 2001. Dès le début de sa carrière, il enregistre les dix sonates de Scriabine. Ogdon est aussi un interprète prisé des œuvres d’Alkan et de Busoni. Dans un registre plus familier, il fait preuve d'une sensibilité musicale remarquable, toujours servie par une technique sans failles. Il a également enregistré un grand nombre de pièces pour piano en duo avec sa femme, Brenda Lucas (ou Brenda Lucas Ogdon),.
Le 2 février 1969, à la télévision britannique, il exécute la première version moderne de l’Allegro de Concert opus 46 (en) d’Edward Elgar. Cette pièce n’avait jamais été publiée et on avait longtemps cru son manuscrit perdu, mais il est exhumé en 1968. Ogdon et Diana McVeigh retravaillent alors le manuscrit d’Elgar qui compte de nombreuses corrections, ratures et ajouts pour en faire une version exécutable au piano.
Le nombre de ses propres compositions s'élève à plus de 200, dont 4 opéras, 2 grandes œuvres orchestrales, 3 cantates, des chansons, de la musique de chambre, et une quantité de pièces pour piano seul, ainsi que deux concertos pour piano, dont il enregistra le premier. La majeure partie de sa musique a été écrite pour le piano. On y trouve 50 transcriptions d’œuvres de compositeurs tels que Stravinsky, Palestrina, Mozart, Satie et Wagner. Il est aussi l’auteur d’arrangements de thèmes de Cole Porter, Jerome Kern et George Gershwin. Ogdon a également composé des sonates pour violon, flûte et violoncelle seuls. Il avait mis en chantier une symphonie s’inspirant d’Herman Melville et un opéra comique qui sont restés inachevés. Les manuscrits originaux de nombreuses compositions d’Ogdon se trouvent au Royal Northern College of Music Library Catalogue.

### La maladie mentale
Ogdon jouissait d'une bonne santé, et d’une forte constitution, ainsi que sa femme le rappelle dans sa biographie. Un doux géant, connu et apprécié pour sa gentillesse et sa générosité qui avait une énergie débordante. Mais une banale dispute d'affaires sembla l'affecter plus que de coutume, et soudainement en 1973 il subit une sévère dépression. Cela changea complètement sa personnalité de doux géant. Sa maladie fut tout d’abord diagnostiquée comme une possible schizophrénie puis se transforma en trouble bipolaire (l'un ou l'autre furent possiblement hérités de son père, qui se suicida). Ogdon passa un certain temps à l’Hôpital Maudsley à Londres, et bien qu’il nécessitât plus de soin qu’il n’était possible de lui en procurer en voyage, on dit qu’il continua à s’entraîner trois heures par jour sur le piano de l’hôpital.
En 1983, à sa sortie de l’hôpital, il joua à l’ouverture de la saison du Royal Concert Hall de Nottingham. En 1988 il publia un enregistrement en cinq disques d’une interprétation de l’Opus clavicembalisticum de Kaikhosru Shapurji Sorabji, peu de temps avant sa mort en août 1989, d’une pneumonie due à un diabète non diagnostiqué.
La BBC tourna un film sur sa vie, intitulé « Virtuoso » basé sur la biographie écrite par son épouse Brenda Lucas Ogdon. John Ogdon  était interprété par Alfred Molina qui reçut un prix de la Royal Television Society pour sa performance. La production considérait la maladie d’Ogdon comme un trouble bipolaire plutôt qu’une schizophrénie, car il répondait beaucoup mieux au traitement de celui-ci. Brenda Ogdon se rappela également avoir été informée que son travail musical obsessionnel pouvait être un symptôme du trouble bipolaire.

## Discographie
Une discographie assez complète de John Ogdon est disponible sur le site de la John Ogdon Foundation, elle-même tirée d’une compilation de The Gramophone Spring 1998 édition établie par Michael Glover. Toutefois, un certain nombre d’enregistrements indiqués ci-dessous ont vu le jour depuis cette date :
- Ludwig van Beethoven

- - Piano Sonata no 32 en do mineur, Op. 111
    - Enregistrement aux BBC Studios, Londres, le 5 novembre 1963[7]

  - Concerto pour piano et orchestra no 5 en mi bémol majeur, Op. 73
    - Enregistrement avec le BBC Northern Symphony Orchestra, dirigé par Jascha Horenstein[8]

  - 32 variations sur un thème original en do mineur, WoO 80[8]

- Sir Arthur Bliss
  - Concerto pour piano en si mineur, BBC Symphony Orchestra dirigé par le compositeur, le 2 août 1966, Bliss birthday concert

- Johannes Brahms

- - Concerto pour piano et orchestre no 2 en si bémol majeur, Op. 83
    - Enregistrement aux BBC Studios, Manchester, le 16 septembre 1966 avec le Halle Orchestra dirigé par Sir John Barbirolli[7]

- Percy Grainger
  - Transcription of Lullaby from Tribute to Foster
    - Enregistrement au festival d'Aldeburgh 1966[9]

  - Shepherd's Hey
    - Enregistrement au festival d'Aldeburgh 1966[9]

  - Zanzibar Boat Song
    - Enregistrement au festival d'Aldeburgh 1966 avec Benjamin Britten et Viola Tunnard[9]

- Alun Hoddinott
  - Sonata no 3, Op. 40
    - Enregistrement au 23e Cheltenham Festival[10]

- Franz Liszt
  - Concerto pour piano et orchestre no 1 en mi bémol majeur, S.124
    - Enregistrement au Colston Hall, Bristol, le 20 septembre 1967[11]

  - Mephisto Waltz no 1 (Der Tanz in der Dorfschenke), S.514
    - Enregistrement au Queen Elizabeth Hall, Londres, le 24 avril 1969[11]

  - Grande Fantaisie de bravoure sur La Clochette (La campanella) de Paganini, S.420
    - Enregistrement aux BBC Studios, Londres, le 20 janvier 1970[11]

  - Étude d'exécution transcendante S.139, no 11 (Harmonies du soir)
    - Enregistrement aux BBC Studios, Londres, le 20 janvier 1970[11]

- Tilo Medek
  - "Battaglia alla Turca" pour deux pianos, d'après le Rondo alla Turca de Mozart
    - Enregistrement live à London en 1974 avec John Lill[12]

- Nikolai Medtner
  - Sonate pour piano en do mineur, Op. 25, no 1 (Fairy Tale)
    - Enregistrement en 1971 pour la BBC[9]

  - Sonate pour piano en mi mineur, Op. 25, no 2 (Night Wind)
    - Enregistrement en 1972[13]?

- Franz Schubert
  - Sonate pour piano en do mineur, D.958
    - Enregistrement en 1972 pour la BBC[8]

- Dmitri Chostakovitch
  - Sonate pour piano no 2 en si mineur, Op. 61
    - Enregistrement en 1971 pour la BBC[9]

- Igor Stravinsky
  - Sonata pour deux pianos (1943/1944)
    - Enregistrement au 23e Cheltenham Festival avec Brenda Lucas[10]

  - Concerto pour deux pianos solos (1935)
    - Enregistrement au 23e Cheltenham Festival avec Brenda Lucas[10]

## Enregistrements
- Ferruccio Busoni: Fantasia contrappuntistica, Fantasia nach J. S. Bach, and Toccata. Altarus AIR-CD-9074
- Ferruccio Busoni: Concerto pour piano (avec le Royal Philharmonic Orchestra sous la direction de Daniell Revenaugh). EMI Classics 94637246726
- Kaikhosru Sorabji: Opus clavicembalisticum. Altarus AIR-CD9075
- John Ogdon: Legendary British Virtuoso, coffret de 17 CD, EMI Classics (2012)
- John Ogdon: The Complete RCA Album Collection, coffret de 6 CD, RCA Red Seal (2014)